# Гурзуф
Гурзу́ф (укр. Гурзуф, крымскотат. Gurzuf, Гурзуф) — посёлок городского типа / посёлок на южном берегу Крыма. Входит в городской округ Ялта (Гурзуфский поселковый совет Ялтинского горсовета).

## География
Находится в 18 км к северо-востоку от Ялты, на северном побережье Чёрного моря в устье реки Авунда, высота центра посёлка над уровнем моря — 63 м.
Рядом с поселком находится Международный детский центр «Артек». Недалеко от посёлка проходит междугородняя троллейбусная линия Симферополь — Алушта — Ялта.

## История
Происхождение названия достоверно не установлено. Некоторые исследователи считают, что оно происходит от лат. Ursus ‛медведь’ (рядом с городом расположена «Медведь-гора» — Аю-Даг). Другие полагают, что название Горзув (Горзувиты) имеет таврские или гото-аланские корни и расшифровывают его как «гор дзакхь» — ‛горная долина’, ‛долина среди гор’. Постепенно топоним «Горзувиты» трансформировался в Курсаиты, Горзовиум, Юрзуф, Гурзуф.
Гурзуфская долина была заселена с древних времён. Во время археологических раскопок середины 1960-х годов на скале Дженевез-Кая был обнаружен культурный слой с остатками примитивной лепной керамики периода раннего энеолита (III тысячелетие до н. э.). Там же был обнаружен таврский культурный слой VII—VI век до н. э. с остатками чернолощёной лепной посуды. Крупное таврское поселение, просуществовавшее с IV века до н. э. по IV век н. э., было раскопано в урочище Осман у западного склона Аю-Дага. Судя по результатам археологических раскопок, в античные времена вплоть до первых веков н. э. Гурзуфская долина была заселена исключительно таврами.
Первым письменным источником, в котором упоминается Гурзуф, является трактат византийского историка Прокопия Кесарийского «О постройках», написанный в 553—555 годах. Сообщается, что по приказу императора Юстиниана I были построены «замок Алустон и замок в округе Горзувитской». Археологи во время раскопок 1965—1967 годов установили, что крепость, построенная византийцами в Гурзуфе, просуществовала более девяти веков — с середины VI (по некоторым источникам строительство началось в IV веке) до конца XV века.

Эта крепость на скале Дженевез-Кая играла существенную роль на южном берегу Крыма как мощный форпост сначала византийцев, затем хазар и генуэзцев (последние называли город Грузуи).

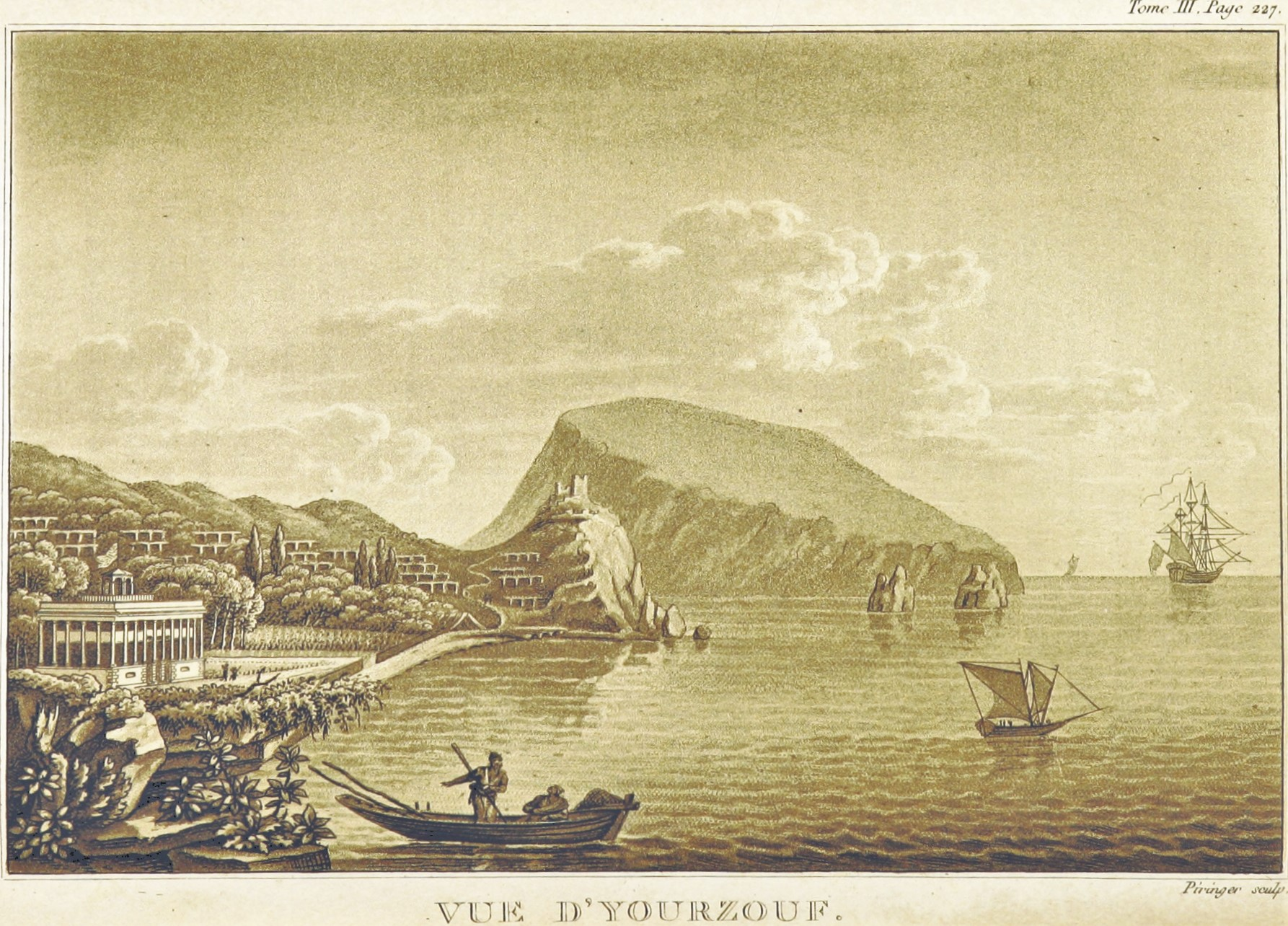
Гурзуф 1820 г.

Около 1474 года город посетил Афанасий Никитин, упомянувший его в своих путевых записках «Хожение за три моря». Когда путешественник возвращался из Индии, его парусник в течение 5 дней укрывался от бури в Гурзуфской бухте. Об этом Афанасий Никитин написал в своём «Хождении за три моря».
Почти 300 лет — с 1475 по 1774 годы — Гурзуф, как и весь южный Крым, входил в состав коронных владений (Мангупский кадылык Кефинского эялета) турецких султанов. В то время Гурзуф, как и многие поселения южнобережья, оставался преимущественно христианским селением. По налоговым ведомостям 1634 года в селении числилось 140 дворов немусульман, из которых недавно прибывших в Гурзуф 9 дворов: из Ските — 2 двора, из Алушты, Ай Сереса и неназванного селения — по 1 и из также неназванного селения — 4 двора. Выселились жители 19 дворов: в Коуш — 5 дворов, Шуры — 4, Манкуш и Ските — по 3, Дерекой — 2, в Бешев и Партенит — по 1 двору. Согласно Джизйе дефтера Лива-и Кефе (Османским налоговым ведомостям) 1652 года, где перечислены христиане-налогоплательщики Кефинского эялета, в селении Гурзуф упомянуты несколько десятков глав семейств. В XVII веке на южном побережье Крыма начинает распространяться ислам, но Гурзуф долго оставался преимущественно христианским. Документальное упоминание селения встречается в «Османском реестре земельных владений Южного Крыма 1680-х годов», согласно которому в 1686 году (1097 год хиджры) Гурзуф входил в Мангупский кадылык эялета Кефе. Всего упомянут 131 землевладелец (98 иноверцев и 33 мусульманина), владевших 2156 дёнюмами земли. После обретения ханством независимости по Кючук-Кайнарджийскому мирному договору 1774 года «повелительным актом» Шагин-Гирея 1775 года селение было включено в Крымское ханство в состав Бакчи-сарайского каймаканства Мангупскаго кадылыка, что зафиксировано и в Камеральном Описании Крыма… 1784 года. В эти годы производилось выселение христиан, по «Ведомости о выведенных из Крыма в Приазовье христианах» А. В. Суворова от 18 сентября 1778 года из деревни Гурзы были выселены 1 священник (в селе действовала церковь, к 1783 году уже разрушенная) и 82 грека (41 мужчина и 41 женщина) — по другим данным, 83 человека (23 семьи). По ведомости генерал-поручика О. А. Игельстрома от 14 декабря 1783 года Из оставшихся после выхода христиан 19 домов «13 дворов проданных ханом, 2 целых, а 4 разорены». В ведомости «при бывшем Шагин Герее хане сочиненная на татарском языке о вышедших християн из разных деревень и об оставшихся их имениях в точном ведении его Шагин Герея» и переведённой 1785 году, содержится список 26 жителей-домовладельцев деревни Гурзуф, с подробным перечнем имущества и земельных владений. У всех жителей было дому, у многих — кладовые, числилось 8 «магазейнов» (от крымскотат. магъаз — подвал), у одного хозяина значится «зимовник овечей», у Калаижи особо учтены «дом под черепицею кладовая погреб и протчая пристройка» (видимо, из самых зажиточных) и у Марсандалы Парасчова жильё не записано. Куюмчи Дмитрий и Кучик Яни пополам владели мельницей, Кара Яни — половиной землянки (владелец второй половины не записан). Из земельных владений перечислены почти у всех сады (некоторые отмечены, как сад большой), льняные поля, пашни (засевы) и луга (сенокосы), бахчи — несколько штук. У некоторых особо отмечены ореховые деревья (поштучно) и черешневые сады; у уже упомянутого Калаижи записано винограду на 2 деревьях.

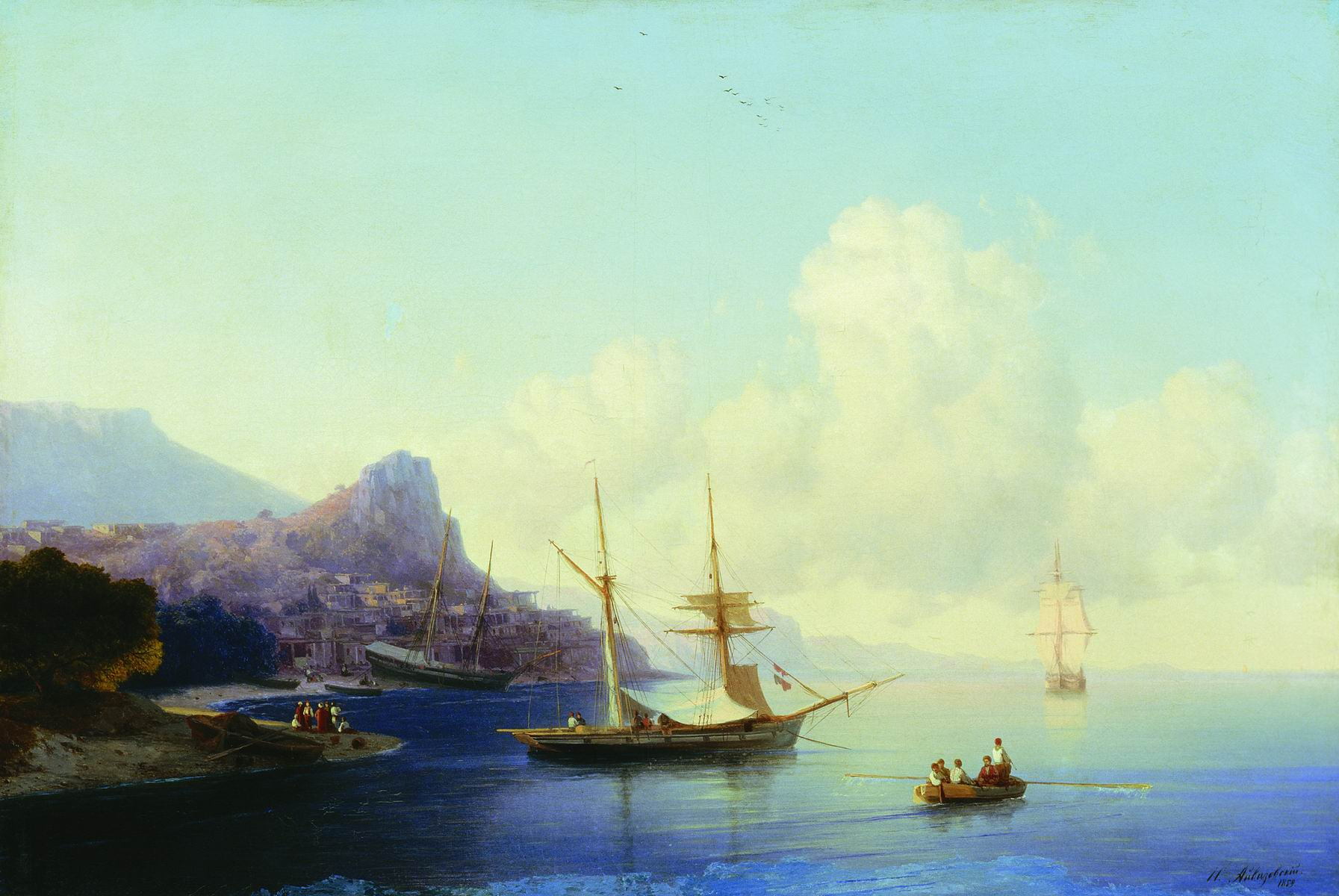
Гурзуф на картине И. К. Айвазовского, 1849

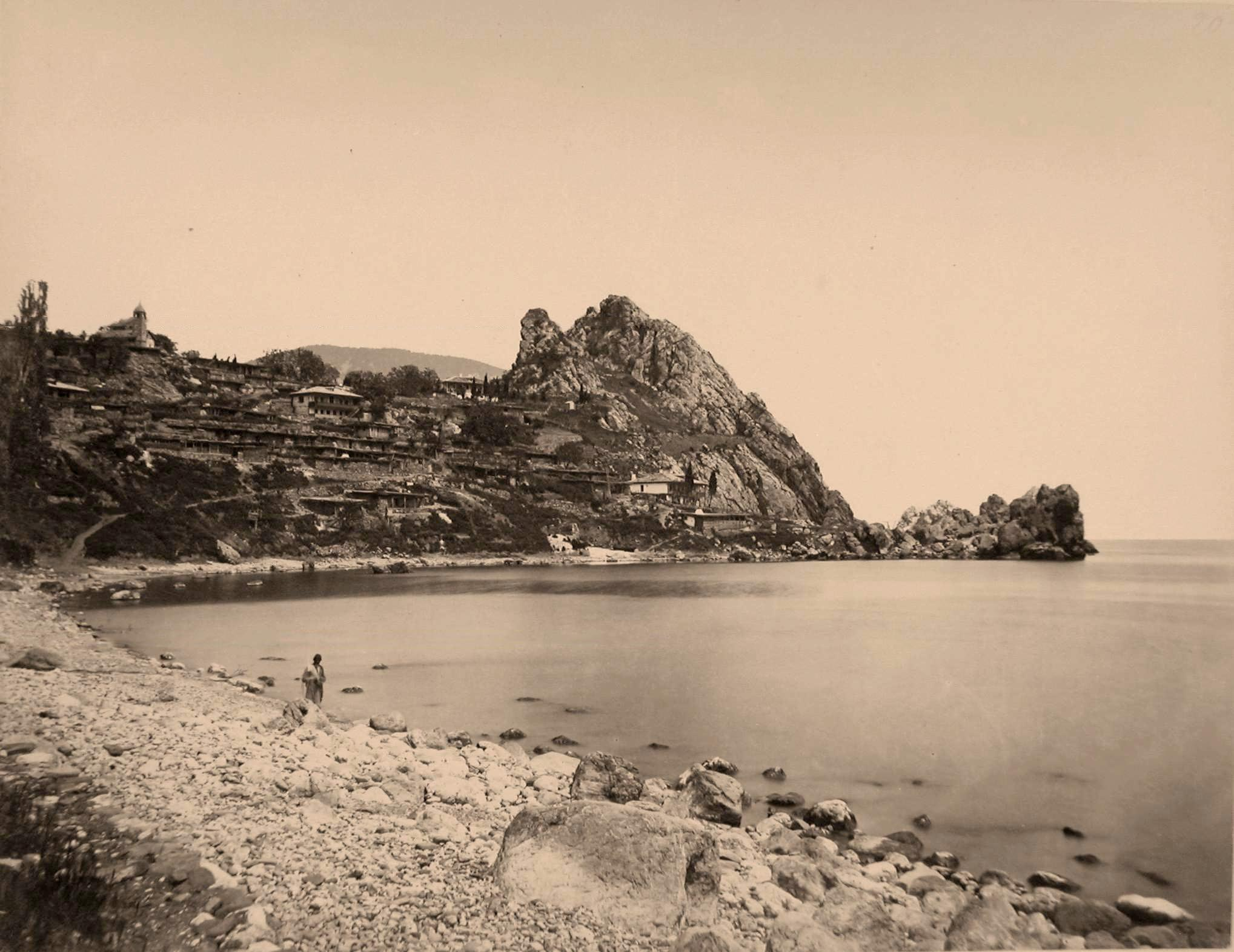
Гурзуф. Фото 1880 г.

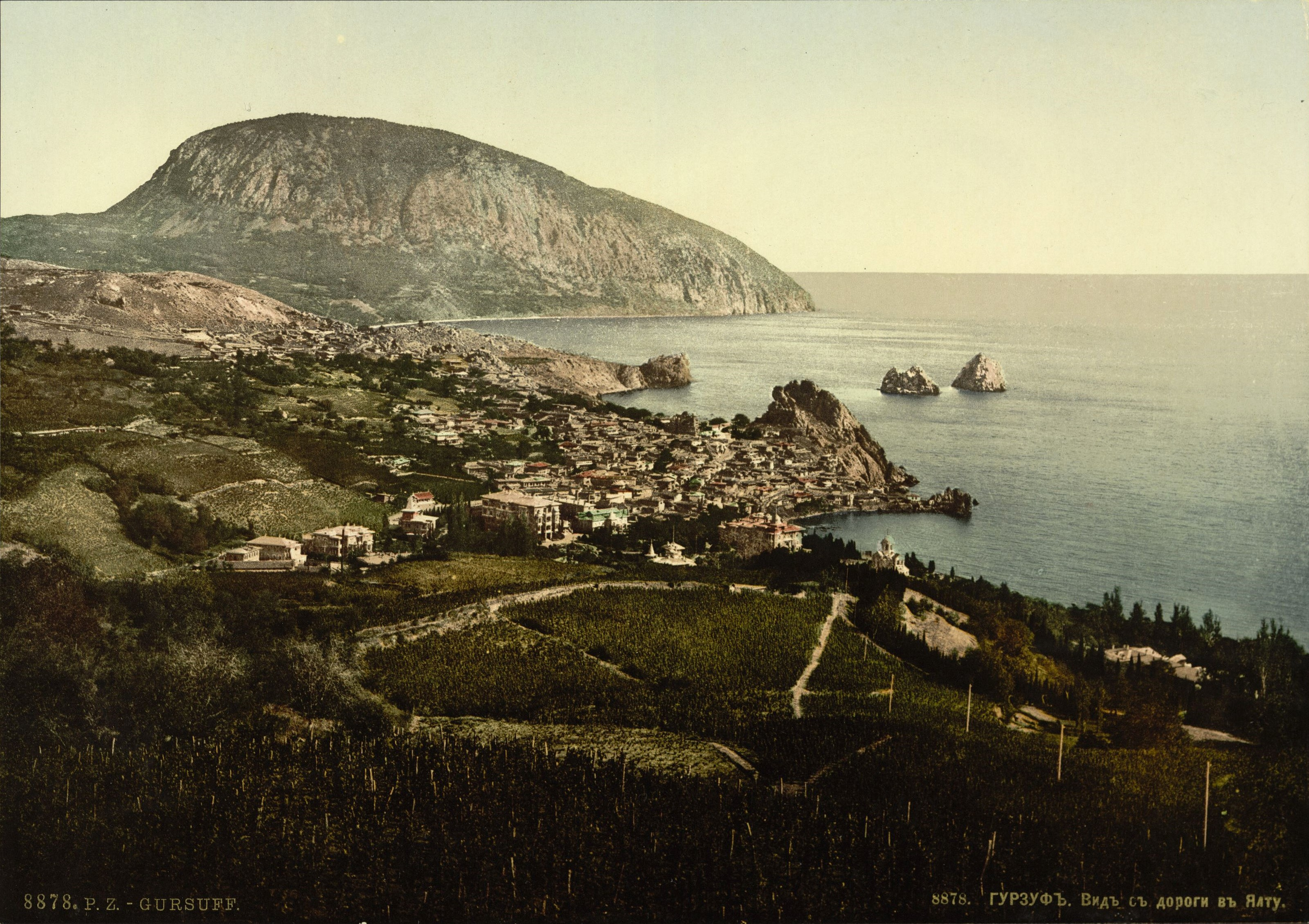
Гурзуф. Вид с дороги в Ялту. 1896 г.

После присоединения Крыма к России (8) 19 апреля 1783 года и подписания (8) 19 февраля 1784 года именного указа Екатерины II сенату на территории бывшего Крымского Ханства была образована Таврическая область, а деревня была приписана к Симферопольскому уезду. Перед Русско-турецкой войной 1787—1791 годов производилось выселение крымских татар из прибрежных селений во внутренние районы полуострова. В конце 1787 года из Гурзуфа были выведены все жители — 194 душ. В конце войны, 14 августа 1791 года, всем было разрешено вернуться на место прежнего жительства. После Павловских реформ, с 1796 по 1802 год, входила в Акмечетский уезд Новороссийской губернии. По новому административному делению, после создания 8 (20) октября 1802 года Таврической губернии, Гурзуф был включён в состав Алуштинской волости Симферопольского уезда, земли ж в районе Гурзуфа перешли в императорскую казну.
По Ведомости о числе селений, названиях оных, в них дворов… состоящих в Симферопольском уезде от 14 октября 1805 года, в деревне Гурзуф числилось 43 двора и 179 жителей, исключительно крымских татар, владела деревней надворная советница Апурина. На военно-топографической карте генерал-майора Мухина 1817 года деревня Гурзуф обозначена также с 25 дворами. После реформы волостного деления 1829 года Гурзуф, согласно «Ведомости о казённых волостях Таврической губернии 1829 года» остался в составе Алуштинской волости.
В 1820 году в Гурзуфе в доме, построенном А.-Э. Ришельё, три недели отдыхал А. С. Пушкин. Этому месту он посвятил строчки:

…Волшебный край! очей отрада!

Всё живо там: холмы, леса,

Янтарь и яхонт винограда,

Долин приютная краса,

И струй и тополей прохлада…

Всё чувство путника манит,

Когда, в час утра безмятежный,

В горах, дорогою прибрежной

Привычный конь его бежит,

И зеленеющая влага

Пред ним и блещет и шумит

Вокруг утёсов Аю-дага…

1823 г.
— Пушкин А. С. «Бахчисарайский фонтан»: поэма.
По плану генерального межевания 1830 года в Гурзуфе числилось 40 дворов и 142 «человека мужчин постоянного населения». Именным указом Николая I от 23 марта (по старому стилю) 1838 года, 15 апреля был образован новый Ялтинский уезд, и Гурзуф был передан в состав Дерекойской волости нового уезда. На карте 1842 года Гурзуф обозначен с 55 дворами.

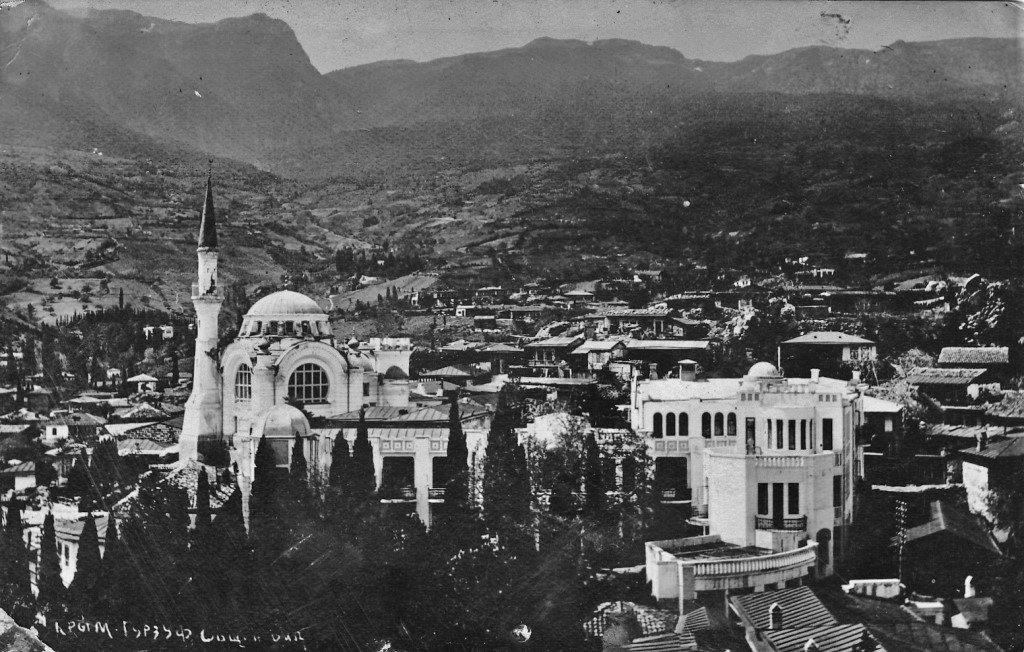
Гурзуф в 1920-е гг.
Слева — устоявшая при землетрясении, но разрушенная в 1930-е годы мечеть

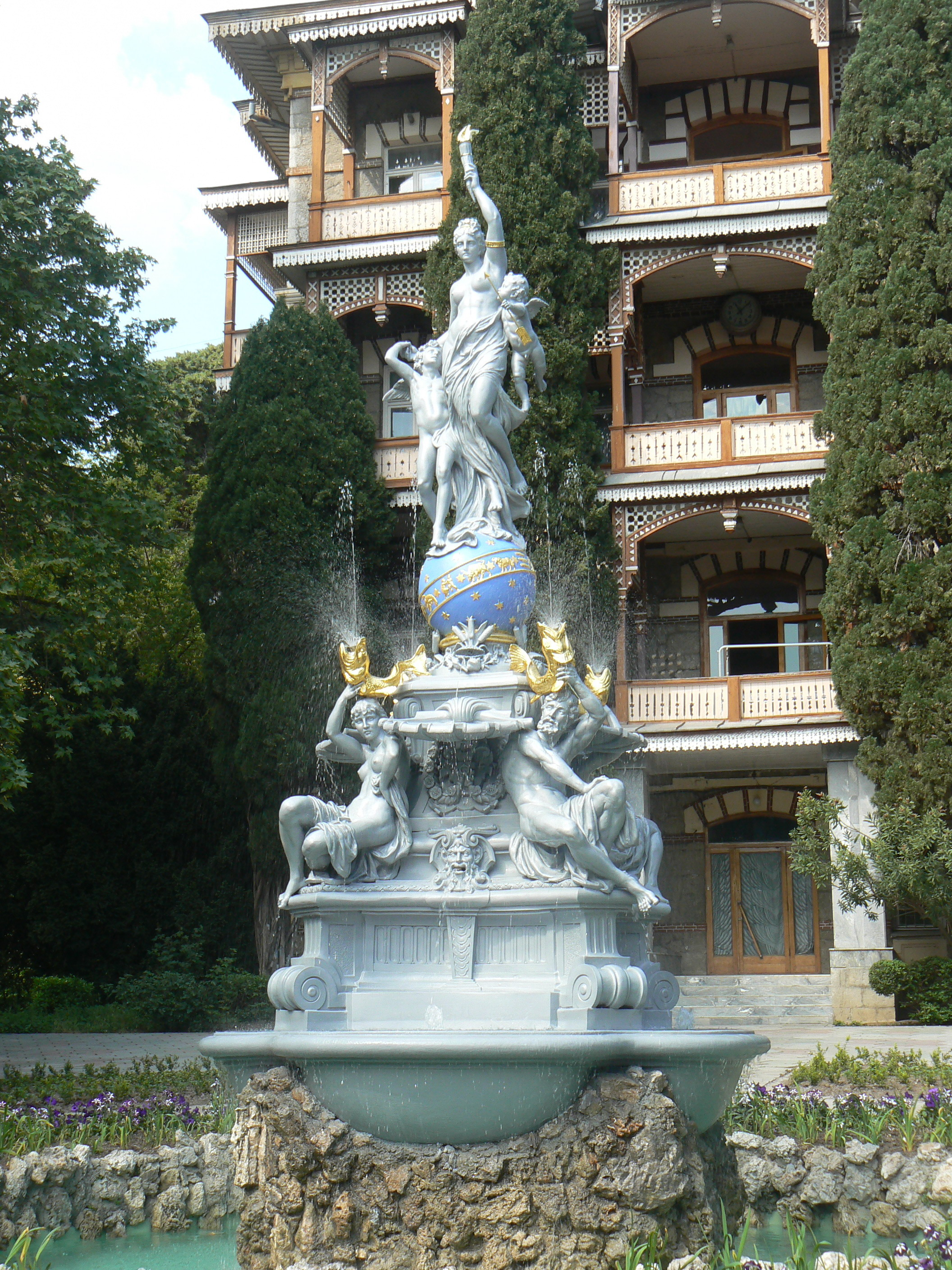
Фонтан «Богиня Ночь» в Гурзуфском саду.

По итогам земской реформы Александра II 1860-х годов деревня была приписана к Дерекойской волости. Согласно «Списку населённых мест Таврической губернии по сведениям 1864 года», составленному по результатам VIII ревизии 1864 года, Гурзуф — казённая татарская деревня с 91 двором, 432 жителями, мечетью и развалинами укрепления на берегу моря при речках Катавку и Кастоплу. На трёхверстовой карте 1865—1876 года в Гурзуфе обозначено 80 дворов. На 1886 год, согласно справочнику «Волости и важнѣйшія селенія Европейской Россіи», в деревне при море проживало 546 человек в 79 домохозяйствах, действовали мечеть, школа и лавка. Согласно «Памятной книге Таврической губернии 1889 года», по результатам Х ревизии 1887 года в деревне Гурзуф числилось 196 дворов и 894 жителя. На верстовой карте 1890 года в деревне обозначено 139 дворов.
После земской реформы 1890-х годов, которая в Ялтинском уезде прошла после 1892 года, деревня осталась в составе преобразованной Дерекойской волости. По «…Памятной книжке Таврической губернии на 1892 год» в деревне Гурзуф, составлявшей Гурзуфское сельское общество, числилось 676 жителей в 139 домохозяйствах. Всероссийская перепись 1897 года зафиксировала в деревне 1557 жителей, из которых 1116 мусульман и 426 православных. По «…Памятной книжке Таврической губернии на 1902 год» в деревне Гурзуф, составлявшей Гурзуфское сельское общество, числилось 837 жителей в 107 домохозяйствах. В те годы морское сообщение с Ялтой поддерживалось «пароходиками» «Гурзуф» и «Геленджик», курсировавшими несколько раз день, с апреля по октябрь три раза в неделю заходил ходивший на линии Севастополь — Феодосия пароход РОПиТ.

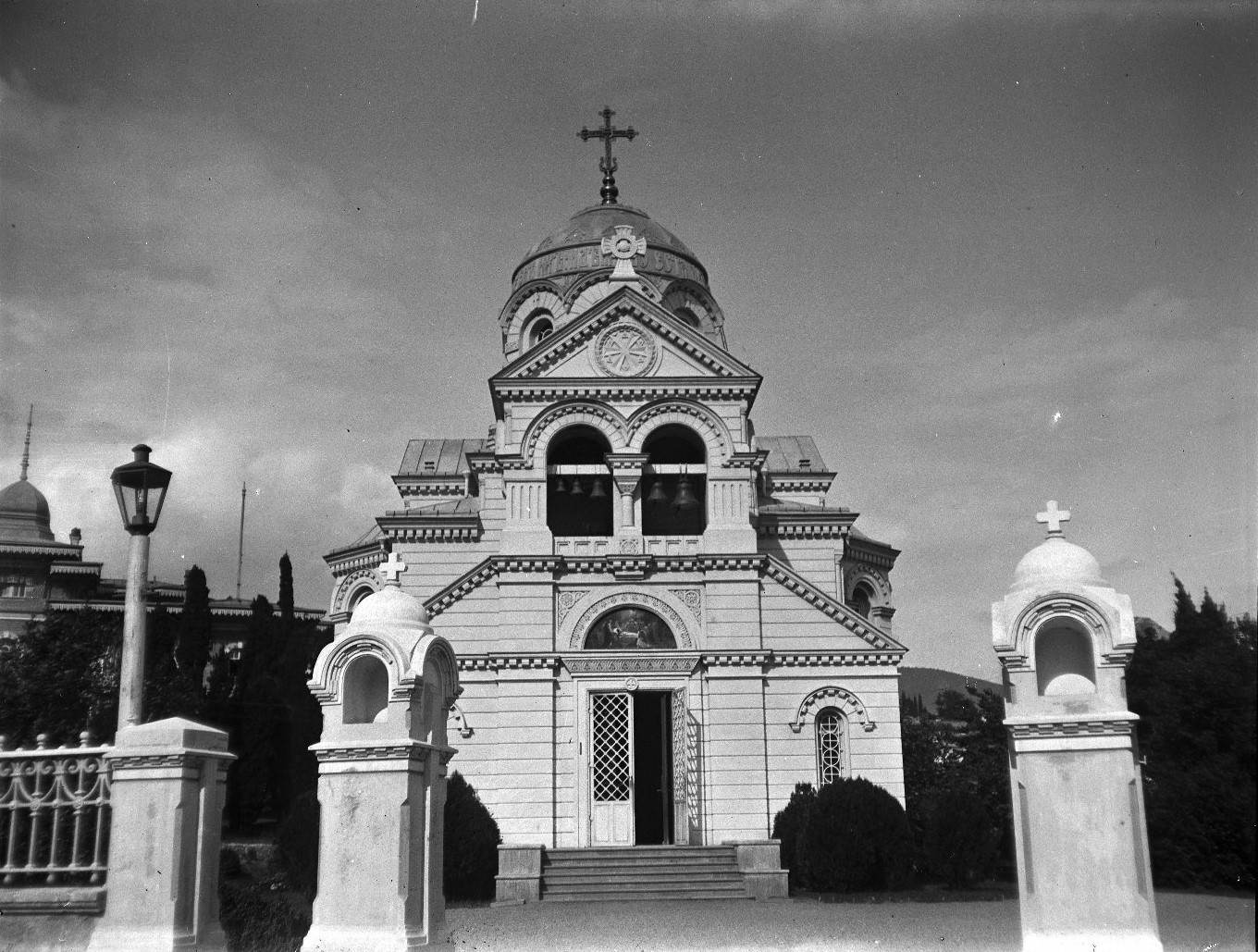
Успенский собор, построенный П. И. Губониным в 1890 году, где он был позже захоронен по завещанию (а также и его жена). Разрушен в 1935 году.

В разное время дачами здесь обзавелись многие, в том числе художник К. А. Коровин, А. П. Чехов. Посетивший курорт в это время известный деятель курортного благоустройства доктор Е. Э. Иванов писал:
«Общий вид гурзуфских сооружений, обстановка и желание доставить приезжему всё возможное напоминает собой заграничный курорт. В сущности, это единственное русское лечебное место, поставленное на широкую ногу. Но жизнь здесь дорога».
 По Статистическому справочнику Таврической губернии. Ч. II-я. Статистический очерк, выпуск восьмой Ялтинский уезд, 1915 год, в деревне Гурзуф Дерекойской волости Ялтинского уезда, числилось 189 дворов (все дворы с землёй) с татарским населением в количестве 614 человек приписных жителей и 764 — «посторонних», из которых 974 мужчины и 722 женщины. Жители владели 14750 десятинами удобной земли. В хозяйствах имелось 116 лошадей, 11 волов, 54 коровы и 215 голов овец, свиней, или коз.

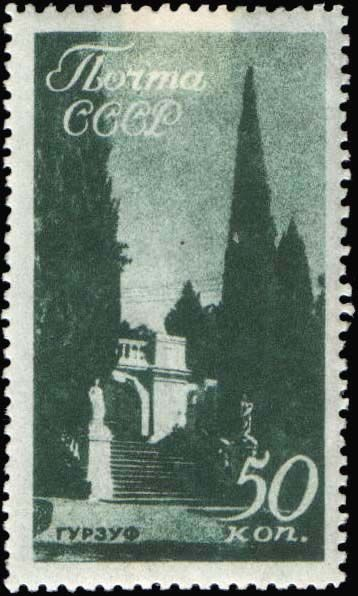
Почтовая марка, 1938 год

После установления в Крыму Советской власти, по постановлению Крымревкома от 8 января 1921 года была упразднена волостная система и село подчинили Ялтинскому району Ялтинского уезда. В том же году основан совхоз-завод «Гурзуф», вошедший в состав «Массандры». В 1922 году уезды получили название округов. Согласно Списку населённых пунктов Крымской АССР по Всесоюзной переписи 17 декабря 1926 года, в курорте Гурзуф, центре Гурзуфского сельсовета Ялтинского района, числился 731 двор, население составляло 2446 человек, из них 1380 крымских татар, 708 русских, 215 украинцев, 49 греков, 20 евреев, 16 поляков, 12 армян, 12 белорусов, 11 латышей, 8 немцев, 15 записаны в графе «прочие», действовали татарская и русская школы I ступени. Во время землетрясения 1927 года в деревне из 343 домов пострадало 253, 50 были полностью разрушены, 99 сильно повреждены. С 1929 года Гурзуф — посёлок городского типа.
В 1944 году, после освобождения Крыма от нацистов, согласно постановлению ГКО № 5859 от 11 мая 1944 года, 18 мая крымские татары из Никиты были депортированы в Среднюю Азию: на 15 мая 1944 года подлежало выселению 272 семьи татар: всего 968 жителей, из них мужчин — 232, женщин 298, детей — 447 человек; было принято на учёт 130 домов спецпереселенцев.

## Имение Ришельё
В начале XIX века земли вокруг деревни были пожалованы герцогу Арману Эммануэлю де Ришельё, одному из основателей Одессы, бывшему тогда генерал-губернатором Новороссийского края. Герцог Ришельё в период с 1808 по 1811 годы построил в Гурзуфе дом. Это было каменное двухэтажное здание, в то время — наиболее монументальное здание в европейском стиле на Южном берегу Крыма. Этот дом Ришельё с незначительными переделками сохранился до наших дней. Он находится на территории парка санатория «Пушкино» примерно в 100 м от моря. Именно в этом доме в 1820 году три недели прожил русский поэт А. С. Пушкин.
После смерти герцога Ришельё имение в Гурзуфе перешло к князю Михаилу Семёновичу Воронцову, который много сделал для развития Крыма и особенно южнобережья. В частности, по его инициативе были проложены новые дороги Симферополь — Алушта — Ялта (1825—1837 гг.) и Ялта — Севастополь (1845—1848 гг.). При строительстве дороги Алушта — Ялта по указанию Воронцова был проложен также спуск от неё до Гурзуфа.
В 1840 году М. С. Воронцов продал своё имение И. И. Фундуклею, который тогда был киевским губернатором. В отличие от Ришельё и Воронцова, И. И. Фундуклей проводил в Гурзуфе каждое лето (за исключением периода Крымской войны 1853—1856 годов). Большое внимание И. И. Фундуклей уделял развитию виноградарства в Гурзуфе. Им были завезены из Испании и Португалии лучшие сорта винограда и заложены обширные плантации виноградников. В 1847 году в Гурзуфе был построен большой винный подвал. В 1861 году был капитально отремонтирован дом, построенный Ришельё. И. И. Фундуклей много сделал для обустройства парка в гурзуфском имении, где при нём было посажено много экземпляров редких растений. В середине XIX века это был один из лучших парков на Южном берегу Крыма. По «Списку населённых мест Таврической губернии по сведениям 1864 года» на владельческой даче Фундуклу Гурзуф было 6 дворов и 11 жителей.

После смерти И. И. Фундуклея в конце 1878 года имение перешло к двум его внучатым племянницам — А. Г. Краснокутской и В. Г. Врангель, а в мае 1881 года его приобрёл железнодорожный магнат Пётр Ионович Губонин. К участку, купленному у Фундуклея, Губонин вскоре прибавил землю князя Барятинского в устье речки Авунда, создав на приобретённом участке первоклассный курорт.
После смерти имение Гурзуф перешло во владение сына Сергея Губонина. Вести дорогостоящее заведение оказалось не по силам потомку предпринимателя, и в 1902 году имение было приобретено «Акционерным обществом курорта Гурзуф». Курорт, переходя из одних рук в другие, зачах.
В январе 1921 года курорт был национализирован и передан в ве́дение крымского Курортного управления. В 1922 году здесь начало функционировать гурзуфское отделение крымской военно-курортной станции. Сейчас это — Гурзуфский военный санаторий.

## Природа, достопримечательности

«Генуэзская скала», Дженевез-Кая

Платан Пушкина в Гурзуфе

Гурзуф в 1927 году (Юрий Ерёмин)

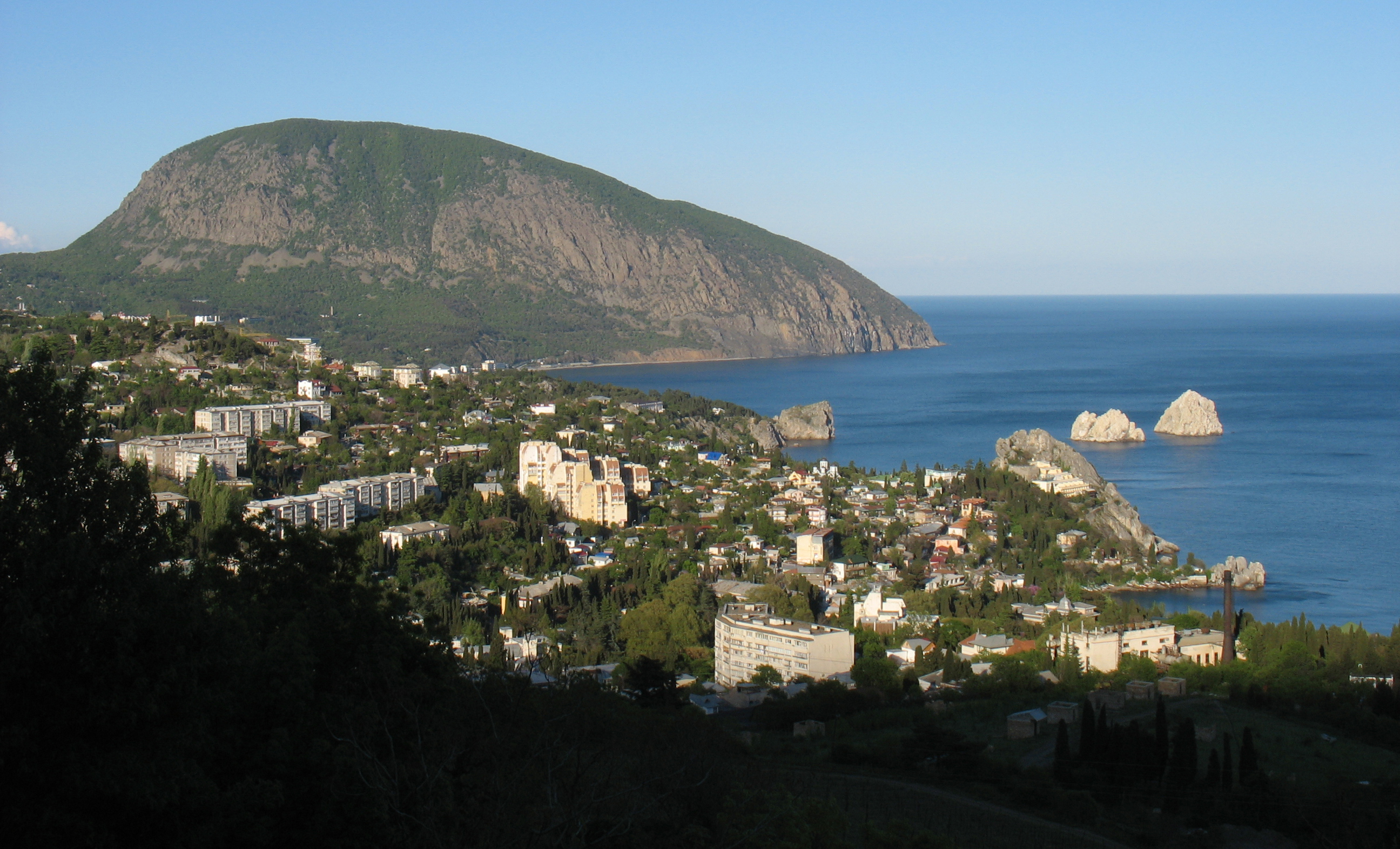
Вид на Гурзуф.
На заднем плане — гора Аю-Даг, справа — скалы Адалары.

Гурзуф — приморский климатический курорт Южного берега Крыма, расположенный на южном склоне Крымских гор. Среднегодовая температура воздуха составляет +13,4 °C. Среднегодовое количество осадков около 500 мм.
Средняя температура января—февраля +4…+6 °С, августа +26 °С. Количество солнечных часов в году — 2300, относительная влажность воздуха — 70 %. Купальный сезон продолжается с мая по октябрь (средняя температура воды летом +22…+27 °С).
Перед Гурзуфом, в море, видны две небольших скалы. Это «Адалары». Над морской поверхностью эти острова возвышаются на 35 и 48 метров. Постоянные обитатели островов-близнецов — морские птицы. В прошлом Адалары соединялись с побережьем. Но море постепенно разрушило эту перемычку, и теперь под водой виднеются только остатки известняковой гряды, обросшей морскими водорослями. Адалары — заповедный памятник природы. В начале XIX века на одном из островов был оборудован ресторанчик, были также планы проложить от скалы Дженевез-Кая на Адалары подвесную канатную дорогу.
Между Гурзуфом и горой Аю-Даг находится мыс Суук-Су (в переводе с крымскотатарского — «Холодная Вода»). В верхней части мыса видна серая башня, сложенная наподобие средневековой крепости, рядом на площадке установлен небольшой памятник Пушкину. В основании этой скалы находится знаменитый Пушкинский грот. Рядом находится лазурная бухта, потрясающая по форме и чистоте воды. Бухта огорожена скалами, известными сейчас как «Пушкинская скала» и «скала Шаляпина».
Город уже давно является местом паломничества художников. Множество гурзуфских пейзажей написано за всё время существования изобразительного искусства. Здесь творили Коровин, Шишкин и Айвазовский. Дом творчества художников имени Коровина и сейчас даёт возможность многим современным художникам работать в мастерских и создавать новые шедевры.

## Население
| 1805    | 1926  | 1939  | 1959  | 1970  | 1979    |
| ------- | ----- | ----- | ----- | ----- | ------- |
| 179     | ↗2446 | ↗6117 | ↘5914 | ↗6733 | ↗11 102 |
| 1989    | 2001  | 2009  | 2010  | 2011  | 2012    |
| ↗11 665 | ↘9150 | ↘9127 | ↘9108 | ↘9068 | ↘9056   |
| 2013    | 2014  | 2016  | 2021  |       |         |
| ↗9117   | ↘8933 | ↗9155 | ↗9412 |       |         |

Всеукраинская перепись 2001 года показала следующее распределение по носителям языка
| Язык       | Процент |
| ---------- | ------- |
| русский    | 86,04   |
| украинский | 12,36   |
| другие     | 0,72    |

## Память

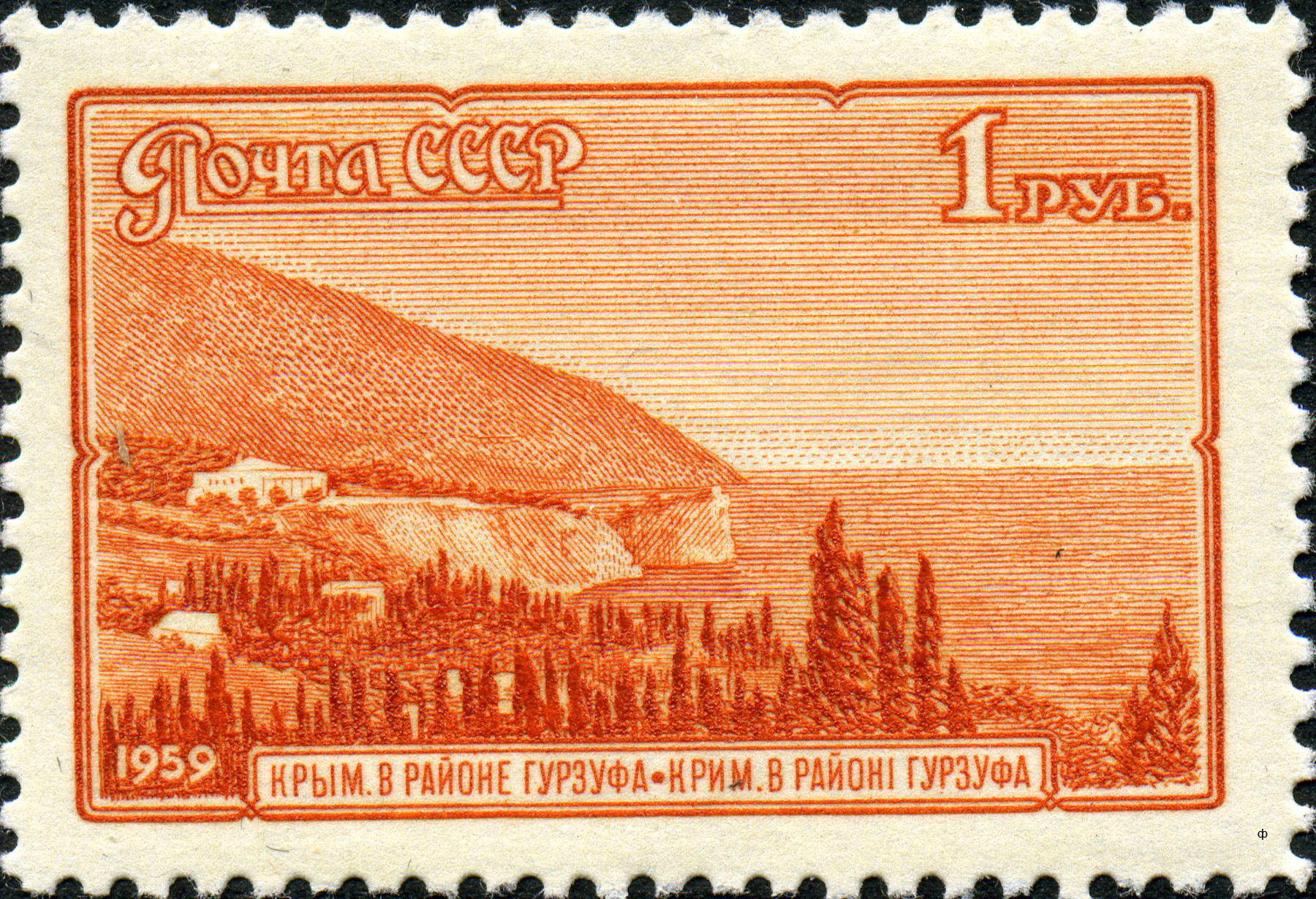
Почтовая марка СССР 1959 года

24 января 2000 года астероиду, открытому 14 октября 1979 года Н. С. Черных в Крымской астрофизической обсерватории, присвоено наименование 8248 Gurzuf.

## В культуре
- В Гурзуфе А. С. Пушкин работал над поэмой «Кавказский пленник». Там же поэта посетила идея создания поэм «Бахчисарайский фонтан» и «Евгений Онегин»[30].
- В 1927 году советский фотограф Юрий Ерёмин сделал снимок Гурзуфа с отвесной скалы в тумане, который участвовал в 27 международных конкурсах и получил 14 наград.
- Действие и съёмки советского фильма «Новые приключения капитана Врунгеля» проходили в районе Гурзуфа в 1978 году.
- В 2018 году вышел сериал «Гурзуф», посвящённый работе криминальной милиции в курортном городке в 1965 году.

## В филателии
Вид Крыма в районе Гурзуфа изображён на советской почтовой марке 1959 года.